# Paratanytarsus koreanus
Paratanytarsus koreanus är en tvåvingeart som beskrevs av Reiss 1981. Paratanytarsus koreanus ingår i släktet Paratanytarsus och familjen fjädermyggor. Inga underarter finns listade i Catalogue of Life.